# Мусин, Шахан Алимханович
Шахан Алимханович Му́син (каз. Шахан Әлімханұлы Мусин; 27 декабря 1913, ныне с. Большой Акжар Майского района Павлодарской области — 26 декабря 1999, Алма-Ата) — советский и казахстанский актёр. Народный артист Казахской ССР (1966).

## Биография
Окончил русско-казахскую школу в Семипалатинске. В 1930 году учился в Алматинском сельскохозяйственном институте. Принимал участие в художественной самодеятельности. В 1932 году, возвратившись с учёбы в родные места и увидев последствия голодомора 30-х годов, написал 16 строчное обращение — «Письмо Наркому». Начал играть на театральной сцене в 1934 году в Семипалатинском областном казахском драматическом театре (ныне Семипалатинский казахский музыкально-драматический театр); Мусин — один из основателей этого театра. Первая роль — Бидахмет в спектакле «Месть» И. Жансугурова. Сыграл роли Арыстана, Есена («Айман — Шолпан» и «Енлик — Кебек» М. Ауэзова), Абиша («Шуга» Б. Майлина). В 1936 году был осуждён и репрессирован за написанное в 1932 году «Письмо к Наркому», провёл в лагерях 18 лет (с 1936 по 1954 г.г), из которых 10 лет на Колыме и 8 лет в Сибири. В 1954—1957 годах актёр Казахского театра юного зрителя (современный Государственный академический казахский театр для детей и юношества); с 1957 года актёр Казахского театра драмы (ныне Казахский государственный академический драматический театр). Происходил из рода Кыпшак Среднего жуза
Внёс вклад в создание сценических образов представителей творческой интеллигенции. Сыграл множество героических ролей в произведенийх национальной драматургии. Актёр романтической направленности, Мусин создал высокопоэтические образы: Акан («Акан сери — Актокты» Г. Мусрепова), Сырым («Карагоз» М. Ауэзова), Айдар («Абай» М. Ауэзова и Л. Соболева), Махамбет (в одноимённой пьесе Г. Сланова), Сапар («Сауле» Т. Ахтанова), Moцарт («Маленькие трагедии» А. Пушкина). Среди других ролей: Алшагир, Абыз («Каракыпчак Кобланды» и «Енлик — Кебек» М. Ауэзова), Касбулат («Буран» Т. Ахтанова), Шегир («Разные судьбы» Ш. Хусайнова), Мурат («Майра» А. Тажибаева) и другие. Писал стихи. Участник Декады казахской литературы и искусства в Москве (1958).
С 1954 года снимался в кино: Рустемов («Это было в Шугле», 1955), Сапаров («Мы здесь живём», 1956), Баймагамбет («Его время придёт», 1957), Баукенов («Однажды ночью», 1959), Нургали («Тишина», 1960), Лекеров («Перекрёсток», 1962), профессор («Улан», 1977), Толе би («Гонец», 1980) и другие.

## Награды
- Народный артист Казахской ССР (1966)[1]
- Медаль «За трудовое отличие» (3 января 1959) — за выдающиеся заслуги в развитии казахского искусства и литературы и в связи с декадой казахского искусства и литературы в гор. Москве
- Почётная грамота Верховного Совета Казахской ССР[2]